# 高庙堡乡
高庙堡乡，是中华人民共和国河北省张家口万全区下辖的一个乡镇级行政单位。

## 行政区划
高庙堡乡下辖以下地区：
高庙堡村、郭兵沟村、刘家沟村、站石沟村、兵民村、黑石堰村、大张窑村、苏家咀村、于家梁村、蒋家梁村、胡山庄村、杜坛庄村、李虎庄村、西腰站堡村、侯其庄村和陈家沟村。